# エリク・トゥクセン
- エリック・タクセン

エリク・オラフ・トゥクセン（Erik Olaf Tuxen, 1902年7月4日 - 1957年8月28日）はドイツ生まれのデンマークの指揮者。
主にカール・ニールセンの指揮、録音、分析で知られる。また、ジャズバンドのリーダーでもあった。
また、1950年のエディンバラ国際フェスティバルにおいてニールセンの交響曲第5番をイギリス初演し、成功させた。これはそれまで半分忘れ去られていたニールセンの知名度を上げるきっかけにもなった。
彼は同じ北欧生まれのニールセンとシベリウスの音楽に大きな違いが生じたことについてこう解説している。
「北欧の自然と文化の伝統を音楽に表現しようとう考えを持っていた点では（ニールセンは）シベリウスに相通ずるものがあったが、フィンランドの厳しい風土と異なった、微妙で静かなデンマークの自然は、両者の作風に著しい相違をもたらした」